# نورلان بالگیمبایف
نورلان بالگیمبایف (قزاقی: Нұрлан Өтепұлы Балғымбаев؛ ۲۰ نوامبر ۱۹۴۷ – ۱۴ اکتبر ۲۰۱۵) سیاست‌مدار اهل قزاقستان بود، که از ۱۹۹۷ تا ۱۹۹۹ به‌عنوان سومین نخست‌وزیر قزاقستان فعالیت می‌کرد.